# La Gazzetta dello Sport
La Gazzetta dello Sport – największy włoski dziennik sportowy, należący do koncernu medialnego RCS MediaGroup. 

## Historia
Pierwszy numer ukazał się 3 kwietnia 1896 w nakładzie 20 tys. kopii. Dziennik powstał w wyniku fuzji dwóch tytułów: Il Ciclista pod redakcją Eliso Rivery (Mediolan) i La Tripletta pod redakcją Eugenio Camillo Costamagna (Turyn). Pierwsze wydania ukazywały się na zielonym papierze, na czterech stronach w cenie 0,04 lira. Siedziba redakcji od początku istnienia dziennika mieści się w Mediolanie. Średni nakład wynosi 142 248 wydrukowanych egzemplarzy. Sobotnim dodatkiem do gazety jest magazyn Sportweek. Cena wynosi 1,00 € (wydania sobotniego 1,50 €).
Pierwsza nazwa czasopisma brzmiała La Gazzetta dello Sport Il Ciclista e la Tripletta.
Przez pierwsze lata ukazywała się w formie periodyku dwa razy w tygodniu, w poniedziałki i czwartki. Opisywała najważniejsze wydarzenia sportowe we Włoszech, które miały miejsce najczęściej w niedziele i środy. Od 6 kwietnia, rozpoczęcia pierwszych nowożytnych igrzysk olimpijskich w Atenach trzy razy w tygodniu ukazywała się La Gazzetta ad Atene. Od 1 stycznia 1897 czasopismo nosi obecną nazwę.
Gazeta zmieniała kolory papieru od początku istnienia. Po zielonym zaczęto ją wydawać w barwie żółtej, białej a od 1899, aż do dziś, charakteryzuje się różowym kolorem stron, które są jej symbolem.
W 1902 roku nakład wzrósł do 36 000 egzemplarzy. Lepsze czasy nastały już wkrótce, od 1906 udziały w gazecie nabyli Giovanni Agnelli i Edoardo Bianchi. W 1907 roku nakład wyniósł już 102 000 egzemplarzy.
W 1908 roku dziennik zainicjował wyścig kolarski Giro d'Italia. Po konflikcie z Il Corriere della Sera mediolańskie pismo przejęło, i czyni to do dziś, organizację tej imprezy. Kolarze jeżdżą kaskach z symbolicznymi, różowymi elementami gazety, a od 1931 roku koszulka lidera wyścigu (maglia rosa) ma charakterystyczny różowy kolor.
La Gazzetta w 1913 zaczęła wychodzić codziennie.
Periodyk stał się już ważnym tytułem na włoskim rynku. W 1917 drukowano dodatkowe 30 000 egzemplarzy dla żołnierzy walczących na froncie I wojny światowej.
W 1926 została ukończona budowa siedziby na via Galileo Galilei w Mediolanie. Redakcja wprowadziła się do niego w następnym roku. Dzisiejsza ekipa urzęduje na via Solferino 28. W 1929 roku Alberto Bonacossa przejął 4/5 pakietu akcji gazety, która wciąż się rozwijała.
Prawdziwy boom nastąpił w latach 80. Jeszcze w 1975 roku gazeta miała 1 220 000 czytelników (czwarty dziennik w kraju), w 1980 liczba ta ewoluowała do 1 961 000 (drugie miejsce), a już w 1982 z 2 811 000 czytelników La Gazzetta była największym włoskim dziennikiem. Rok później mediolańskie pismo czytało już średnio ponad trzy miliony ludzi (3.078.000).
12 lipca 1982, dzień po triumfie Włochów w hiszpańskich mistrzostwach świata w piłce nożnej, La Gazzettę kupiło 1 469 043 ludzi. Po kolejnym włoskim zwycięstwie w mundialu, 10 lipca 2006 roku mediolański dziennik sprzedał się w 2 302 808 egzemplarzy.
Po pierwszym wydaniu ilustrowanym w 1898, i dodatku "Lo Sport Illustrato", wychodzącym od 1913 roku przez 50 lat (kiedy zaczęło wychodzić samodzielnie), la Gazzetta 31 października 1995 zaproponowała dodatek sobotni, najpierw zatytułowany La Gazzetta dello Sport Magazine, a od 2000 roku Sportweek.
26 sierpnia 1997 uruchomiono stronę internetową www.gazzetta.it. 16 grudnia 2004 miało miejsce niecodzienne wydarzenie: dziennik po ponad stu latach wyszedł na zielonym papierze, a wszystko z okazji premiery filmu "Shrek 2".
Oprócz Giro d'Italia, la Gazzetta organizuje również inne wyścigi kolarskie: od 1905 Giro di Lombardia, a od 1907 roku Mediolan-San Remo. Dziennik był inicjatorem mistrzostw Włoch w snowboardzie i siatkówce plażowej, maratonu mediolańskiego i innych imprez, w licznych dyscyplinach. Pierwsze manifestacje sportowe dziennikarze prowadzili już w kilka miesięcy po założeniu pisma.
Aktualnie la Gazzetta posiada 8 centrów prasowych w kraju i 3 zagranicą. Na koniec 2006 roku była dziennikiem z największa liczbą czytelników (około 3 600 000 dziennie).
W wyniku strajku pracowników działów niedziennikarskich przeciw grupowym zwolnieniom w RCS MediaGroup, 10 lipca 2015 roku nie ukazało się piątkowe wydanie dziennika.

## Redaktorzy naczelni
- 1896 - Eugenio Camillo Costamagna, Eliso Rivera
- 1898 - Eugenio Camillo Costamagna, Roderico Rizzotti
- 1902 - Eugenio Camillo Costamagna
- 1913 - Arturo Mercanti (mianowany dyrektor techniczny), później Edgardo Longoni
- 1914 - Ugo Toffaletti (regent odpowiedzialny), później Vittorio Varale
- 1922 - Emilio Colombo
- 1923 - Emilio Colombo, Adolfo Cotronei, Lando Ferretti, Armando Cougnet, Ermete Della Guardia, Pietro Petroselli (redakcja naczelna)
- 1924 - Emilio Colombo
- 1936 - Bruno Roghi
- 1943 - Ugo Toffaletti poi Armando Cougnet
- 1944 - Emilio Colombo, Luigi Ferrario
- 1945 - Bruno Roghi
- 1947 - Emilio De Martino
- 1949 - Giuseppe Ambrosini
- 1950 - Giuseppe Ambrosini, Gianni Brera
- 1954 - Giuseppe Ambrosini
- 1960 - Giuseppe Ambrosini, Gualtiero Zanetti
- 1961 - Gualtiero Zanetti
- 1973 - Giorgio Mottana
- 1975 - Remo Grigliè
- 1976 - Gino Palumbo
- 1983 - Candido Cannavò
- 2002 - Pietro Calabrese
- 2004 - Antonio Di Rosa
- 2006 - Carlo Verdelli